# District de Shashi
Pour les articles homonymes, voir Shashi.
Le district de Shashi (沙市区 ; pinyin : Shāshì Qū) est une subdivision administrative de la ville-préfecture de Jingzhou, dans la province du Hubei en Chine.
Situé à L'est de la vieille ville de Jingzhou, une digue au sud, le long du fleuve Yangzi, lui permet de se protéger des crues en été.
L'aéroport de Shashi qui dessert la municipalité de Jingzhou est situé au nord de ce district.
Des bateaux-usines sont situés à Shashi sur le fleuve Yangzi, et extraient le sable du fleuve.

## Tourisme
- La tour Wanshoubao (万寿宝塔, wànshòubǎo tǎ), tour de pagode bouddhiste datant de 1548, sous le règne de Jiajing de la dynastie Ming. Elle est située dans le jardin Wanshou (万寿园), où l'on trouve également des calligraphies de différents poètes célèbres, près du pont suspendu enjambant le Yangzi.
- Musée des personnalités de Jingzhou situé dans la tour du Quotidien de Jingzhou (荆州日报).
- Le parc Sun Yat-sen (chinois : 中山公园 ; pinyin : zhōngshān gōngyuán), situé à l'ouest du district est un grand parc, comprenant des étangs et quelques manèges.

## Galerie

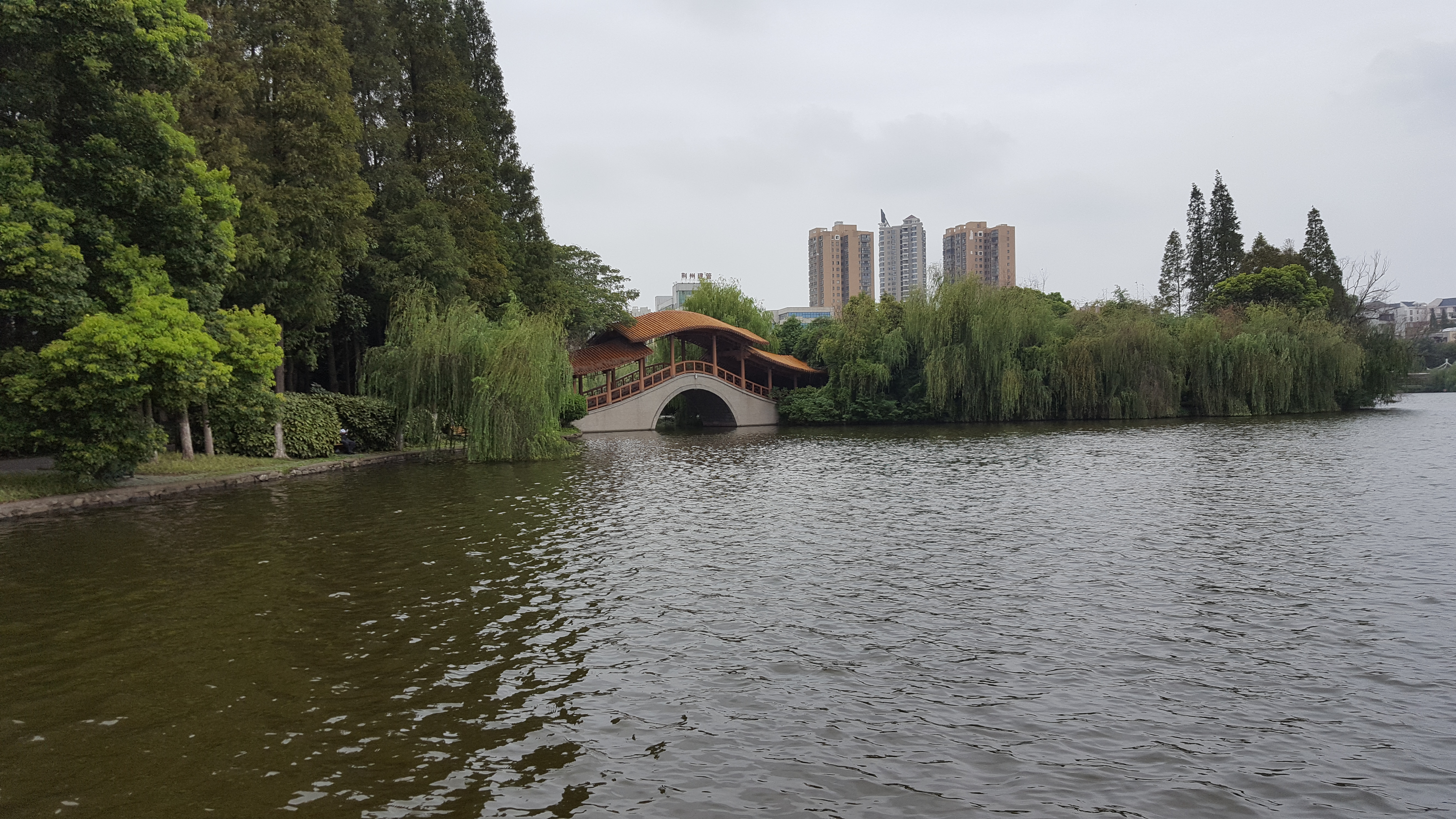
Parc Sun Zhongshan
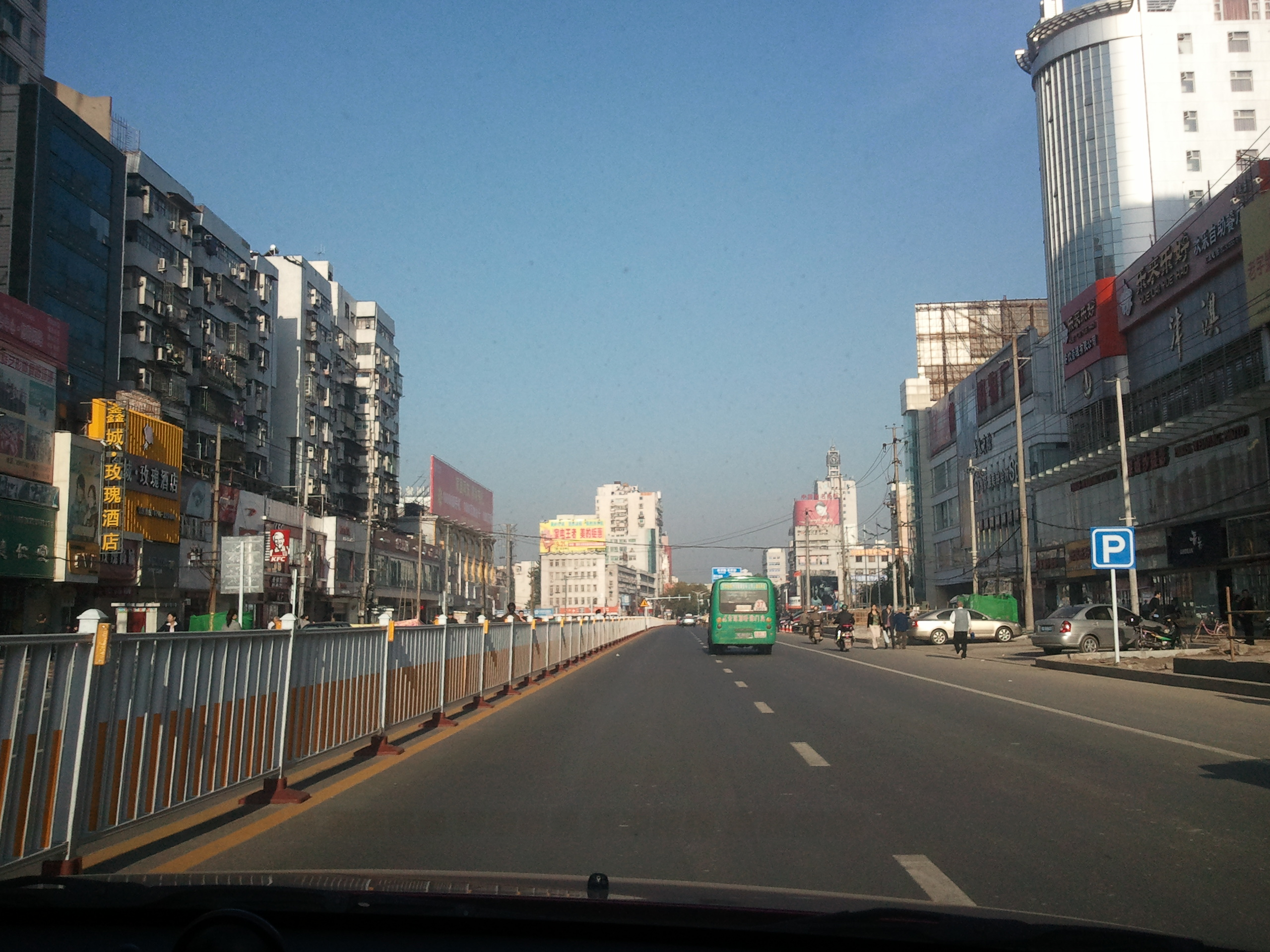
Avenue principale du centre ville
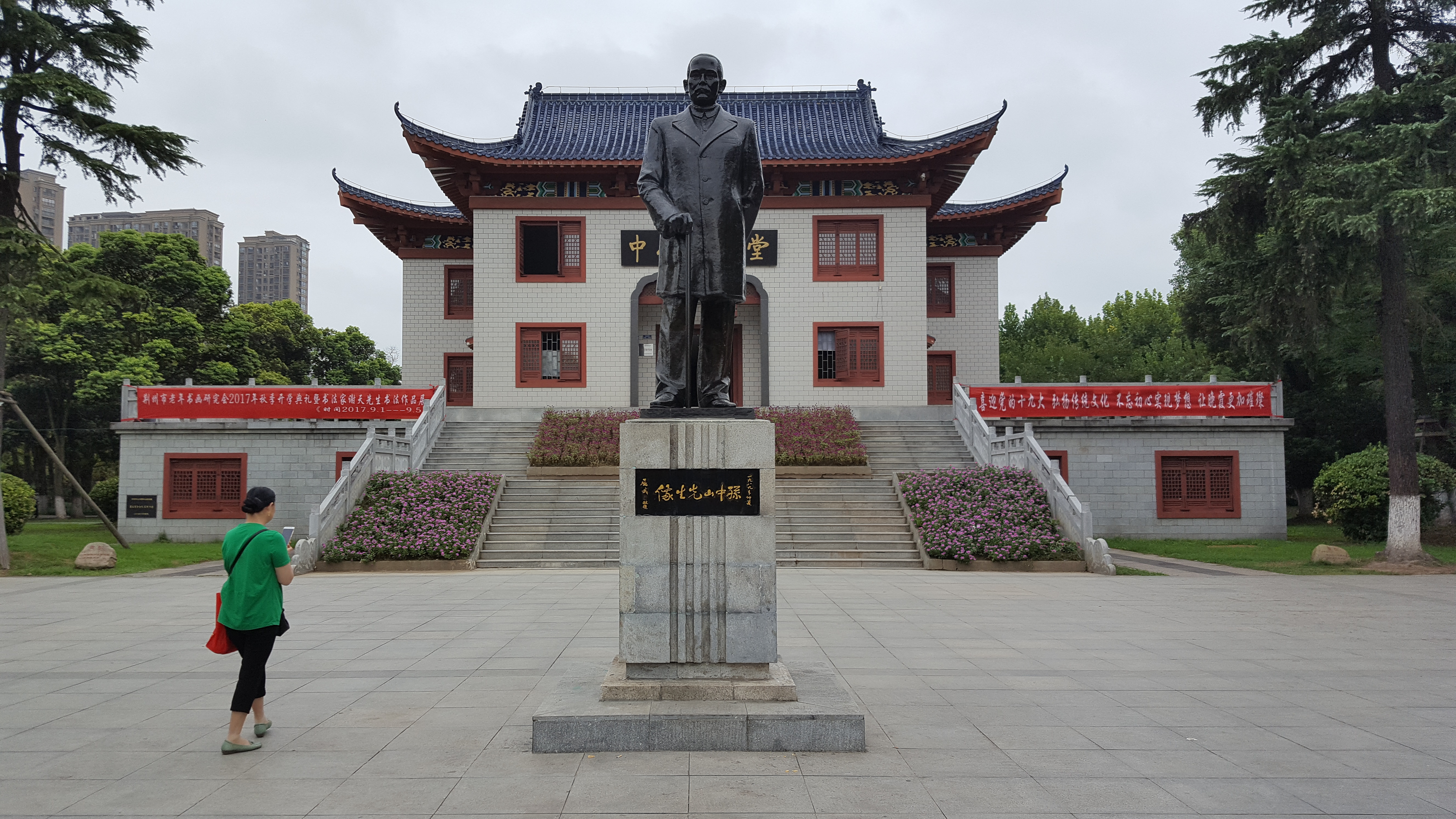
Mémorial de Sun Zhongshan
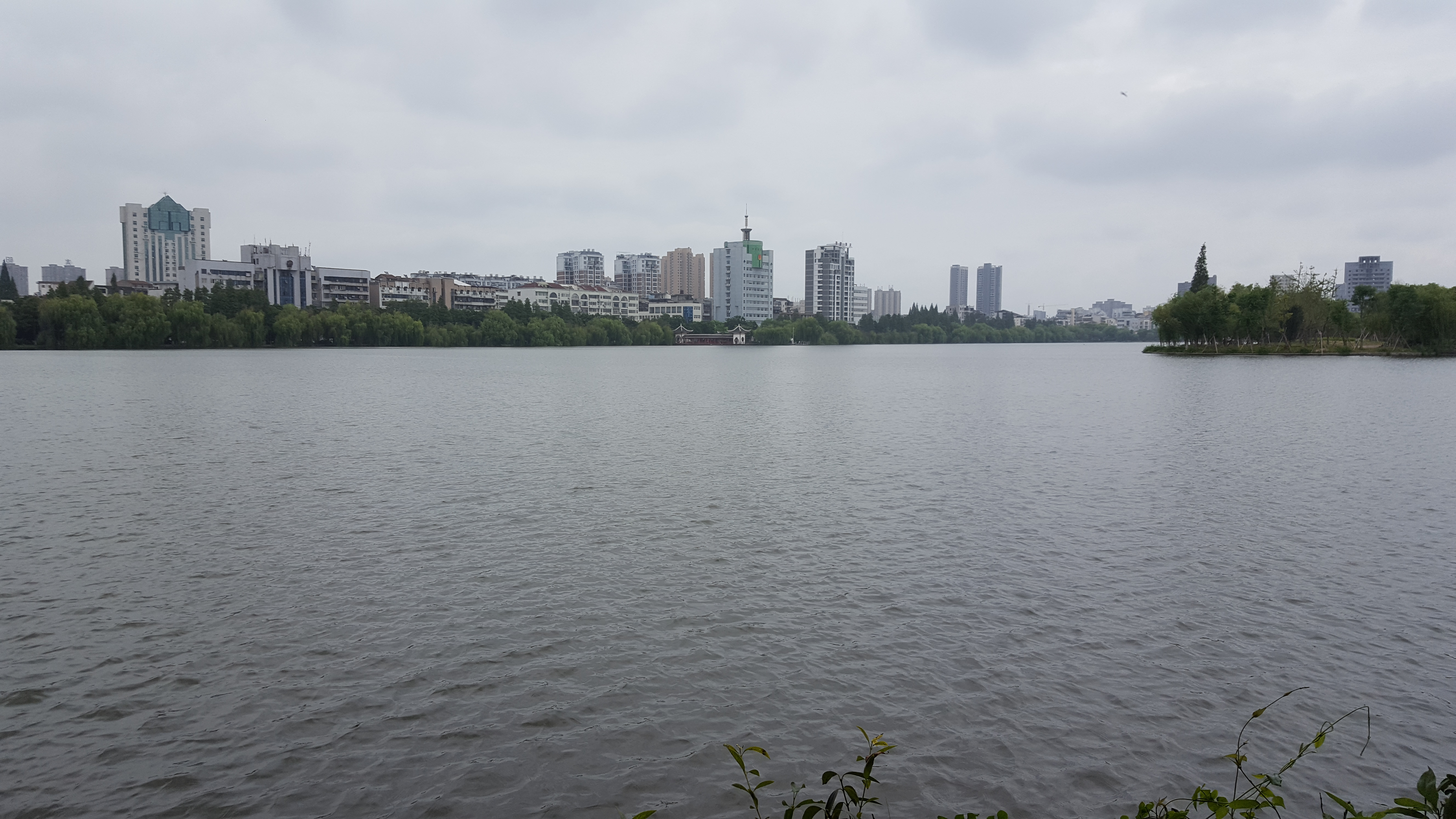
Lac Jangjin
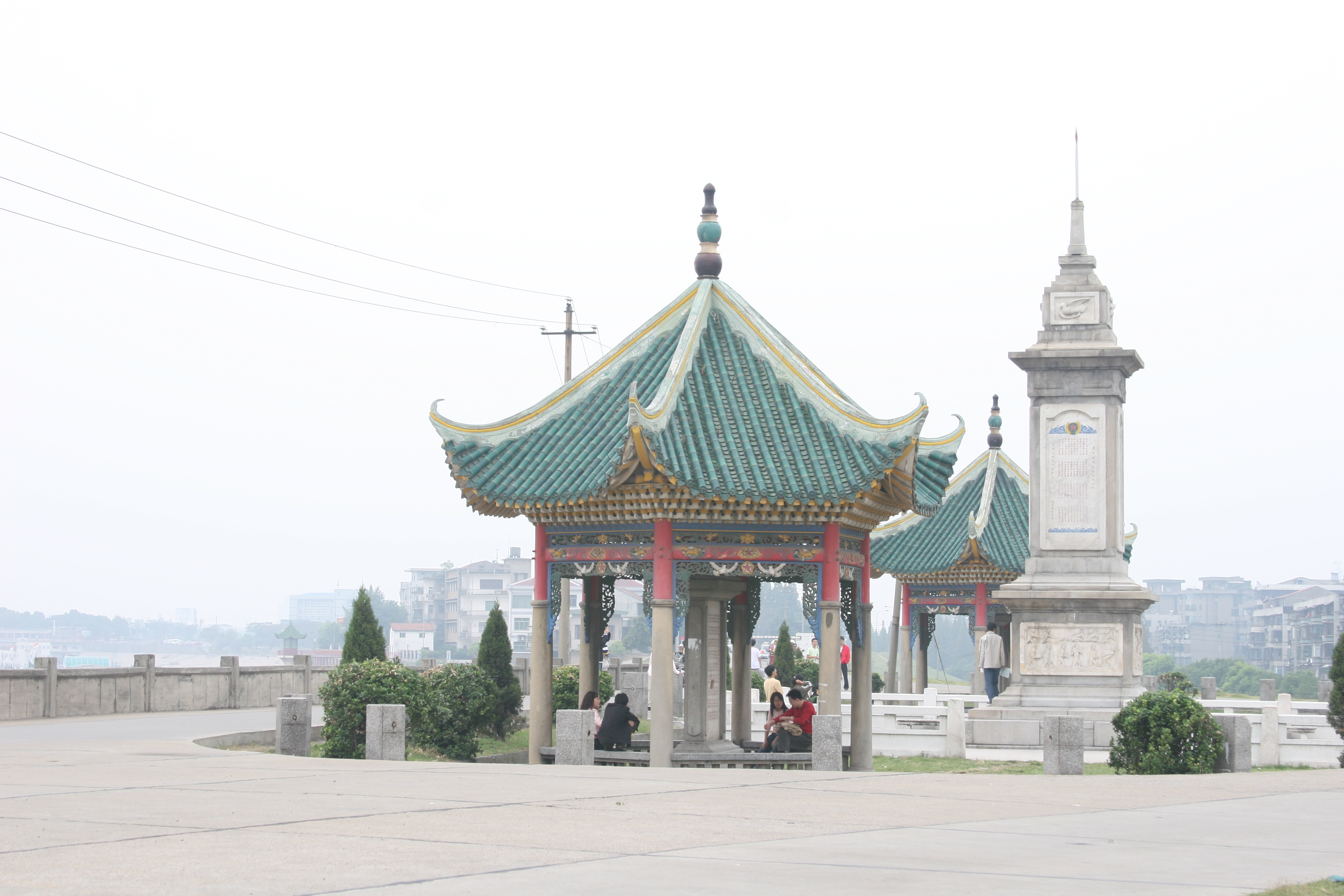
Monument de la digue protégeant des crues du Changjiang
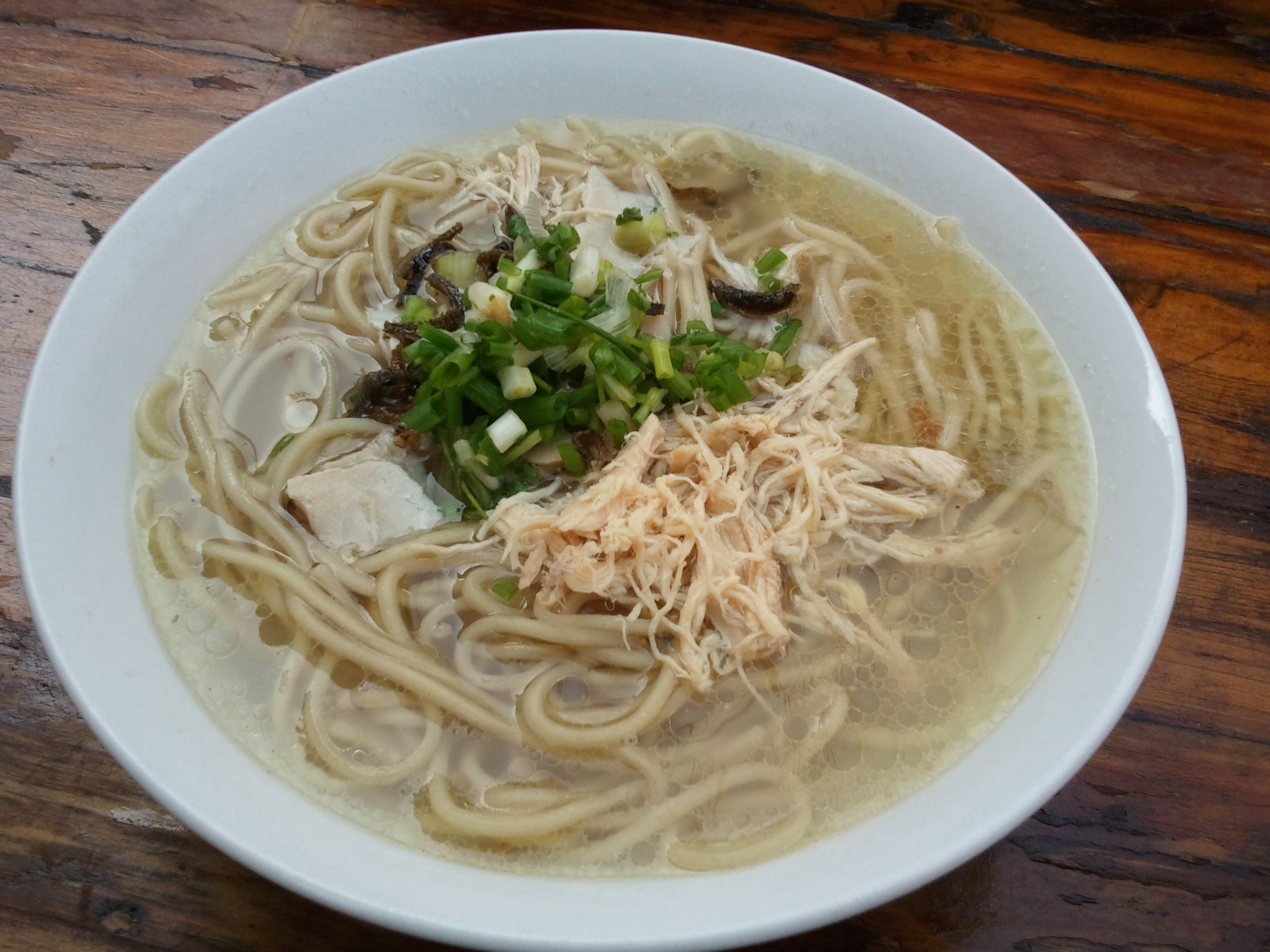
Dalian mian, spécialité locale